# Николай Бударин
Никола́й Миха́йлович Буда́рин (род. на 29 април 1953 г.) — руски космонавт. Извършил 3 полета в космоса. Депутат от Държавната дума на Русия от декември 2007 г., член на фракцията „Единна Русия“.

## Биография
През 1971-1973 Бударин служил в Съветската армия в Чехословакия. От 1976 г. работи като електротехник, а от 1978 г. като бригадир на електрическа група.
През 1979 г. завършва Московския авиационен институт, специалност самолетостроене.
От 1982 г. е инженер-изпитател, от 1986 г. е ръководител на група, от 1988 г. до влизането му в отряда на космонавтите е водещ специалист, началник на група в НПО „Енергия“.

## Космическа кариера
През 1989 г. е зачислен в групата космонавти на „Енергия“. От септември 1989 до януари 1991 г. преминава пълния основен курс по общокосмическа подготовка в ЦПК „Ю. Гагарин“. От февруари 1991 г. до декември 1993 г. преминава курс на обучение за полети с КК „Союз-ТМ“ и ОС „Мир“. Назначаван е за бординженер в състава на резервните екипажи на „Союз ТМ-21“ и ОЕ-18 на „Мир“ и Союз ТМ-25 и ОЕ-23.

### Първи полет
От 27 юни до 11 септември 1995 г. като бординженер заедно с Анатолий Соловьов. Екипажът пристига на станцията с американската совалка „Атлантис“, мисия STS-71. Приземил се с кораба „Союз ТМ-21“, заедно с Анатолий Соловьов. Продължителността на полета е над 75 денонощия.

## Втори полет
На 29 януари до 25 август 1998 г. като бординженер на „Союз ТМ-27“. Стартира заедно с Талгат Мусабаев и Леополд Ертц. Приземява се с Талгат Мусабаев и Юрий Батурин. Продължителността на полета е над 207 денонощия.

## Трети полет
От 24 ноември 2002 до 4 май 2003 г. като бординженер на Експедиция-6 на МКС. Стартира със совалката „Индевър“, мисия STS-113 като специалист на полета, а се приземява с транспортния кораб „Союз ТМА-1“ като командир на кораба (балистически спуск). Общата продължителност на полета е над 161 денонощия.
| Космически полети на Николай Бударин                             | Космически полети на Николай Бударин | Космически полети на Николай Бударин  | Космически полети на Николай Бударин | Космически полети на Николай Бударин |
| №                                                                | Дата                                 | КК                                    | Функции                              | Продължителност                      |
| ---------------------------------------------------------------- | ------------------------------------ | ------------------------------------- | ------------------------------------ | ------------------------------------ |
| 1                                                                | 27 юни 1995                          | „STS-71“ „Мир-19“ „Союз ТМ-21“        | Бординженер                          | 75 денонощия 11 часа 20 мин 21 сек.  |
| 2                                                                | 29 януари 1998                       | „Союз ТМ-27“ „Мир-25“                 | Бординженер                          | 207 денонощия 12 часа 51 мин 2 сек.  |
| 3                                                                | 28 ноември 2002                      | „STS-113“ „Експедиция 6“ „Союз ТМА-1“ | Бординженер                          | 161 денонощия 1 час 14 мин 38 сек.   |
| Сумарно време в космоса – 444 денонощия 1 час 26 минути и 1 сек. |                                      |                                       |                                      |                                      |

Има 9 излизания в открития космос с обща продължителност 46 часа 1 минута.

## Награди
- Герой на Русия (5 октомври 1995) – за мъжество и героизъм, проявени по време на продължителния космически полет на орбиталния научноизследователски комплекс „Мир“[1]
- Орден „За заслуги пред Отечеството“ – II степен (25 септември 2004) – за заслуги пред държавата в изследванията на космическото пространство и проявени при това мъжество и висок професионализъм[2]
- Орден „За заслуги пред Отечеството“ – III степен (25 декември 1998) – за мъжество и самоотверженост, проявени по време на космическия полет на орбиталния научноизследователски комплекс „Мир“[3]
- Орден „Отан“ (Казахстан, 11 ноември 1998)
- Три медала „За космически полет“ (НАСА Space Flight Medal)